# 马营乡 (山阴县)
马营乡，是中华人民共和国山西省朔州市山阴县下辖的一个乡镇级行政单位。

## 行政区划
马营乡下辖以下地区：
马营村、上石井村、下石井村、观音堂村、五家沟村、张家堡村、后石门村、张家沟村、南河村、东水泉村、腰寨村、陆家窑村、龙泉寺村、偏岭村、芍药沟村、梁家店村、山峡村、庄窝村、戈道村、青杨岭村、魏家沟村和梁头村。